# Площадь Мартина Лютера Кинга
Площадь Ма́ртина Лю́тера Ки́нга (название с 5 ноября 1990 года) — площадь в Юго-Западном административном округе города Москвы на территории района Коньково. Находится на пересечении улицы Миклухо-Маклая и Профсоюзной улицы. Названа в честь Мартина Лютера Кинга (1929—1968), одного из руководителей борьбы за гражданские права афроамериканцев в США.